# شبه جزيرة ألاسكا
شبه جزيرة ألاسكا (Alaska Peninsula) هي شبه جزيرة تمتد 800 كـم (497 ميل) تقريبًا في اتجاه الجنوب الغربي بدايةً من يابس ألاسكا حتى جزر الألوتيان (Aleutian Islands). وتفصل شبه الجزيرة المحيط الهادئ (Pacific Ocean) عن خليج بريستول (Bristol Bay) وهو أحد أفرع بحر بيرنغ (Bering Sea).

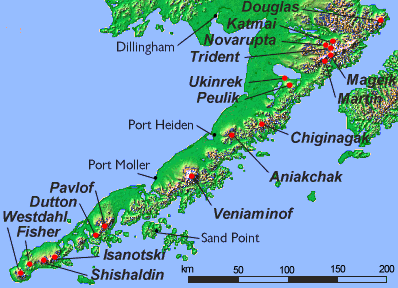
البراكين في شبه جزيرة ألاسكا

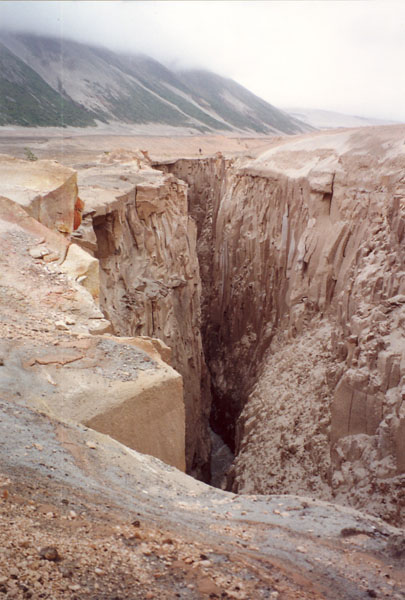
خليج في وادي عشرة الآلاف مدخنة (Valley of 10,000 Smokes)

ويستخدم مصطلح «شبه جزيرة ألاسكا» في الأدب (خاصةً الأدب الروسي) للتعبير عن النتوء الشمالي الغربي بالكامل لقارة أمريكا الشمالية (North American continent) أو كل ما يطلق عليه حاليًا ولاية ألاسكا بما فيها من (Alaska Panhandle) يد المقلاة.

## معلومات جغرافية
سلسلة الألوتيان الجبلية (Aleutian Range) عبارة عن سلسلة جبلية بركانية ثائرة بدرجة كبيرة والتي تمر بطول شبه الجزيرة كاملةً. وبها العديد من المحميات البرية ومنها محمية كاتماي الوطنية (Katmai National Park and Preserve) ومحمية آنياكشاك الوطنية(Aniakchak National Monument and Preserve) ومحمية بيشاروف البرية الوطنية (Becharof National Wildlife Refuge) ومحمية شبه جزيرة ألاسكا الوطنية للحياة البرية(Alaska Peninsula National Wildlife Refuge) ومحمية أيزمبك البرية الوطنية (Izembek National Wildlife Refuge).

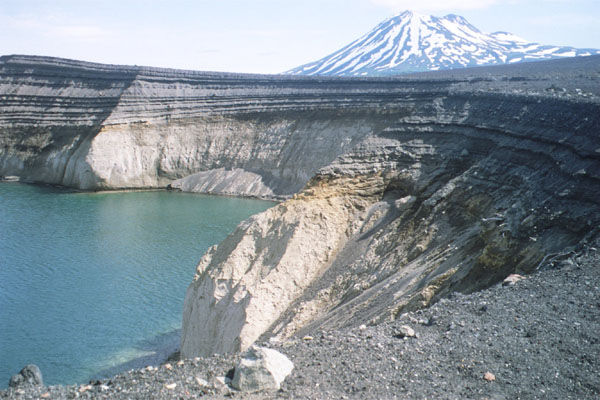
بركان بوليك وبراكين أوكينريك مارس (Ukinrek Maars)

يتميز الجزء الجنوبي من شبه جزيرة ألاسكا بوعورته واكتظاظه بالجبال نتيجة للنشاط التكتوني لـ صفيحة المحيط الهادئ (Pacific Plate) الشمالية المسببة للارتفاعات والواقعة أسفل الجزء الغربي من صفيحة أمريكا الشمالية (North American Plate)، هذا ويعد الجزء الشمالي بوجه عام مستو ومستنقعي نتيجة لعوامل التعرية على مدار آلاف السنين وكذللك الاستقرار الزلزالي العام. كما تعد الشواطئ الشمالية والجنوبية مختلفة إلى حد كبير كذلك. حيث يعتبر الجانب الساحلي الشمالي لخليج بريستول بوجه عام متعكرًا وموحلاً ويتعرض لموجات عنيفة من المد والجزر كما يعد غير عميق نسبيًا بينما يعد نشاط المد والجزر في جانب المحيط الهادئ ضعيفًا نسبيًا كما أنه عميق وممهد.

### الإدارة
يتم تنظيم شبه الجزيرة بالكامل كجزء من أربعة أقاليم إدارية مجاورة وهي إقليم شرق الألوتيان (Aleutians East Borough) وإقليم خليج بريستول (Bristol Bay Borough) وإقليم جزيرة كودياك (Kodiak Island Borough) وإقليم البحيرة وشبه الجزيرة (Lake and Peninsula Borough)وكذلك إقليم خليج بريستول الصغير بالكامل. ويتضمن إقليم البحيرة وشبه الجزيرة معظم أراضي شبه الجزيرة.

## المناخ
يتراوح المعدل المتوسط لهطول الأمطار في شبه جزيرة ألاسكا من 24 إلى 65 في (610 إلى 1650 ملم). وتتعرض المناطق الساحلية لعواصف ورياح وأمطار شديدة. وتتراوح درجات الحرارة في الشتاء بين -11 درجة مئوية ودرجة مئوية واحدة، وفي الصيف بين 6 درجات مئوية و15 درجة مئوية. وقد يتساقط الجليد في أي يوم من العام على المستويات الأكثر ارتفاعًا. ويشبه المناخ في شبه جزيرة ألاسكا المناخ في جزر الألوتيان وآيسلندا (Iceland) وأرض النار (Tierra del Fuego).

## الحياة النباتية والحياة الحيوانية

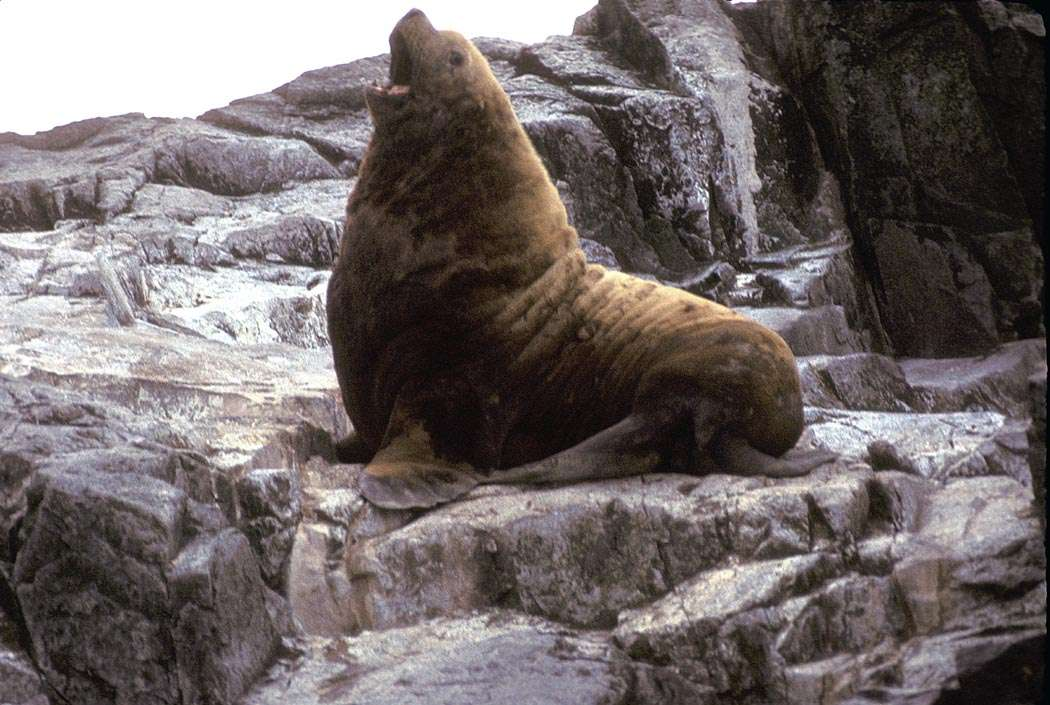
لختم الفراء الشمالي الذكرNorthern Fur Seal: أحد الكائنات البحرية المميزة في شبه جزيرة ألاسكا ودوره في النظام البيئي البحري

تعد شبه جزيرة ألاسكا موطنًا لبعض من القطاعات الكبرى من الحيوانات البرية الأصلية. وإلى جانب نهر مكنيل (McNeil River) وكاتماي الدب البني، يستوطن هذه المنطقة أيضًا قطعان كبيرة من حيوان الرنة (caribou) والموظ (moose) والذئاب (Gray wolf) والطيور المائية. وتوجد العديد من دببة شبه الجزيرة وخليج بريستول (Bristol Bay) نظرًا لأنها تتغذى على السلمون الأحمر أونكورهينتوس نيركا الأضخم في العالم، والذي يوجد هنا بكميات كبيرة لأن العديد من البحيرات الكبيرة بشبه الجزيرة تمثل عنصرًا مهمًا في دورة حياتها. تسبح أسماك السلمون هذه، بعد عودتها من حياتها القصيرة بالبحر، في البحيرات والجداول الخاصة بها لتضع بيضها. تقضي ذرية هذه الأسماك أو صغارها، الشتاء في أعماق هذه البحيرات التي تتميز بشدة عمقها ووفرة الغذاء بها، حتى تقوم بالهجرة إلى البحر في غضون عام أو عامين.
توجد مستعمرات كبيرة لطيور البحر على امتداد الساحل على نحو استثنائي.
كما يعد النصف الجنوبي لشبه الجزيرة وأيضًا أرخبيل كودياك (Kodiak Archipelago) الذي يقع قبالة الساحل الجنوبي لشبه الجزيرة موطنًا لأكثر الدببة، ويشكلان التايغا الجبلية لشبه جزيرة ألاسكا (Alaska Peninsula ontane taiga) الإيكولوجية ويحتويان على عدد من المناطق المحمية مثل حديقة كاتماي الوطنية (Katmai National Park).

## الديموغرافيا
بالإضافة إلى المجتمعات الموجودة بالساحل (راجع: خليج بريستول) (Bristol Bay)، تعتبر شبه جزيرة ألاسكا موطنًا للعديد من القرى المشهورة: خليج كولد (Cold Bay, Alaska)، الملك كوف (King Cove, Alaska)، بيريفيل (Perryville, Alaska)، تشجنك (Chignik, Alaska)، بحيرة تشجنك (Chignik Lake, Alaska)، تشجنك لاجون (Chignik Lagoon, Alaska)، وبورت مولر (Port Moller, Alaska). يقطن كلاً منها بشكل أساسي السكان الأصليون لألاسكا (Alaska Natives)، وبالتالي فإن كلاً منها يعتمد على حرفة الصيد للحصول على القوت.
يجب إدارج قرية ساند بوينت (Sand Point, Alaska) هنا، على الرغم من أن موقعها بجزيرة بوبوف، وهي إحدى جزر سماجن (Sumagin Islands)، قبالة الساحل الجنوبي لشبه الجزيرة.

## وصلات خارجية
- Ugashik Area website
- Lake & Peninsula Borough
- Lake and Peninsula School District
- Alaska Peninsula Trek
- Trawl survey of shrimp and forage fish in Alaska's Westward region, 2006 / by David R. Jackson. Hosted by Alaska State Publications Program.